# Teddy Petersen
Teddy Petersen (fuldstændige navn Theodor Marius Christian Petersen, senere ændret efternavnet til Sørensen), (født 21 november 1892 i København, død 15 april 1991) var en dansk kapelmester og musiker (violinist).

## Liv og karriere
Petersen, som blev næsten hundrede år, blev allerede i 1941 af sin kollega Otto Lington (i dennes bog Jazz skal der til) beskrevet som "en fast institution i dansk musikliv". Ifølge Lington begyndte Petersen sin karriere som professionel musiker allerede, da han i en alder af tretten år blev "piberdreng" ved Den Kongelige Livgarde. Efter tre år som sådan rejste han i 1910 til USA, hvor han spillede i forskellige biograforkestre i New York, blandt andet på Strand Theatre på Broadway. Han vendte tilbage til Danmark 1918 og studerede ved konservatoriet i København. Samtidig blev han koncertmester i Carl Johan Meinungs orkester på den fashionable restaurant Wivex i Tivoli i København.
I begyndelsen af 1920'erne dannede Petersen sit eget orkester, som fik engagementer i blandt andet Århus og Aalborg. 1927 vendte han tilbage til København, hvor han fik arbejde ved "Marmorhaven" på Palace Hotel, en plads han beholdt i tre år. 1931 vendte han så tilbage til Wivex for et engagement, som varede helt til 1946 (hvor restauranten ødelagdes af en brand) og definitivt gjorde ham til et kendt navn. Han medvirkede også flittigt i radio og på grammofonplader (omkring tusinde indspilninger) samt turnerede, blandt andet i Sverige.
1948 blev Petersen leder af Danmarks Radios
underholdningsorkester.
Petersen ligger begravet på Holmens Kirkegård på Østerbro.

## Filmografi (musiker, dirigent) i udvalg
- Mille, Marie og mig (1937)
- Cocktail (1937)
- Komtessen på Stenholt (1939)
- Familien Olsen (1940)
- Sørensen og Rasmussen (1940)
- En pige med pep (1940)
- Alle går rundt og forelsker sig (1941)
- Frøken Kirkemus (1941)
- Far skal giftes (1941)
- En herre i kjole og hvidt (1942)
- Lykken kommer (1942)
- Alle mand på dæk (1942)
- Frøken Vildkat (1942)
- Alt for karrieren (1943)
- Biskoppen (1944)
- Det bødes der for (1944, filmmusik)
- Man elsker kun een gang (1945)
- Calle og Palle (1947)
- Eventyrrejsen (1960)